# شلدون رایلی
شلدون رایلی (به انگلیسی: Sheldon Riley) (زاده ۱۴ مارس ۱۹۹۹) خواننده استرالیایی است.
او نماینده استرالیا در یوروویژن ۲۰۲۲ بود.